# اتصال جوشکاری

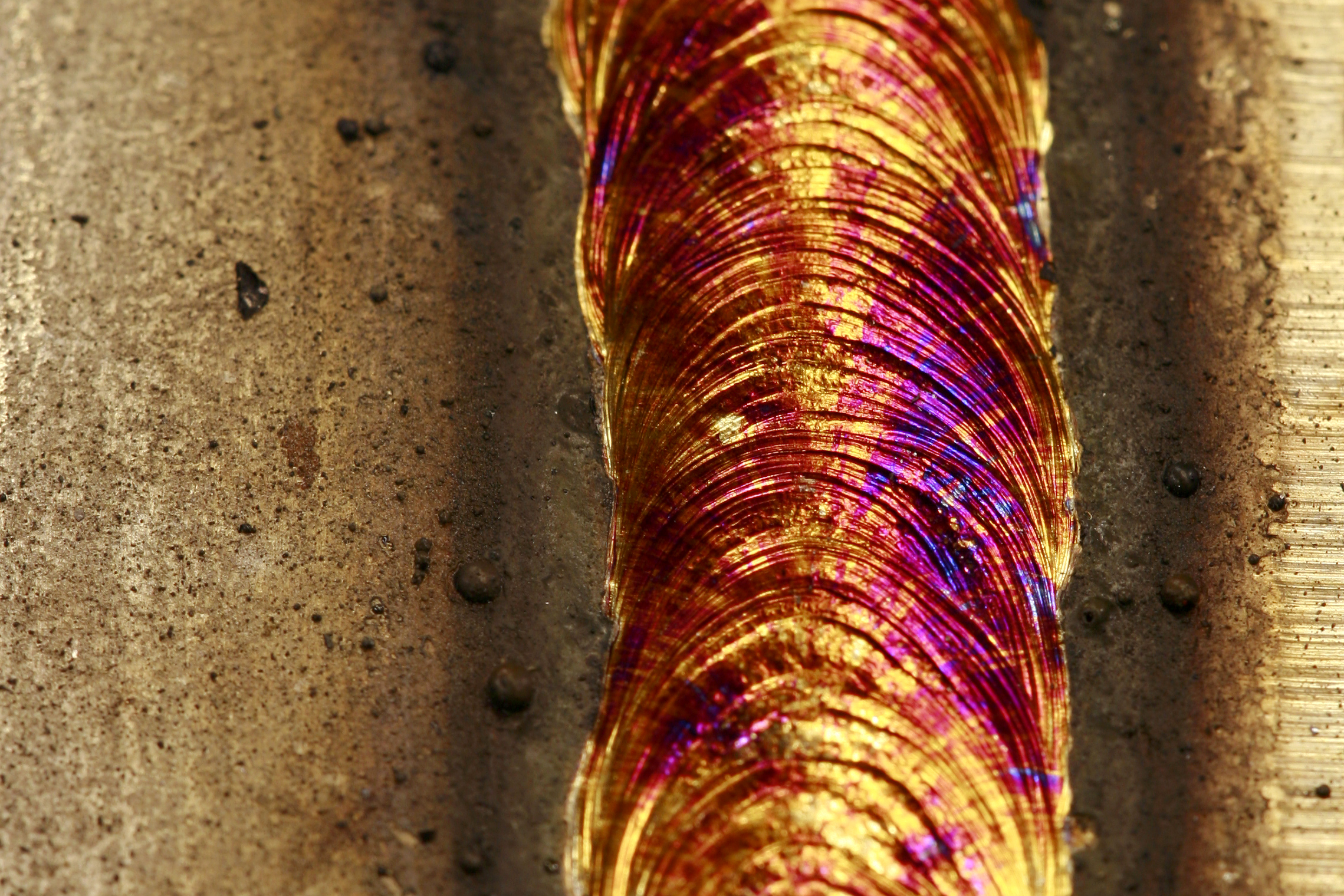
اتصال جوشکاری

اتصال جوشکاری (به انگلیسی: Welding joint) به نقطه یا لبه‌ای گفته می‌شود که در آن دو یا چند قطعه فلز یا پلاستیک به یکدیگر متصل شده باشند. آنها با جوشکاری دو یا چند قطعه (فلز یا پلاستیک) مطابق با یک هندسه خاص تشکیل می‌شوند. پنج نوع اتصال وجود دارد که طبق انجمن جوشکاری آمریکا به آنها اشاره می‌شود: لب به لب، گوشه، لبه، دامان و سه راهی. این تقسیم‌بندی‌ها ممکن است پیکربندی مختلفی در محل اتصال که در آن جوشکاری اتفاق می‌افتد، داشته باشند.

## جوش‌های لب به لب
جوش‌های لب به لب، جوش‌هایی هستند که دو قطعه فلز مد نظر برای اتصال در یک صفحه قرار دارند. این نوع جوش‌ها فقط به نوعی آماده‌سازی نیاز دارند و با ورق‌های نازک که می‌توان آنها را با یک گذر جوش داد استفاده می‌شود. موضوعات متداول که می‌توانند جوش لب به لب را ضعیف کنند، به دام انداختن سرباره، تخلخل بیش از حد یا ترک خوردن است. برای جوشهای قوی، هدف استفاده از حداقل مقدار ماده جوشکاری ممکن است. جوش‌های لب به لب به دلیل سهولت نسبی آماده‌سازی، در فرآیندهای جوشکاری خودکار مانند جوشکاری با قوس غوطه وری رایج هستند. وقتی فلزات بدون هدایت انسان جوش می‌شوند، هیچ عاملی وجود ندارد که تنظیماتی را برای آماده‌سازی مفصل غیر ایدئال انجام دهد. به همین دلیل، می‌توان از جوش های لب به لب برای طراحی ساده آنها استفاده کرد تا از طریق ماشین‌های جوشکاری خودکار به‌طور کارآمد تغذیه شوند.

### انواع

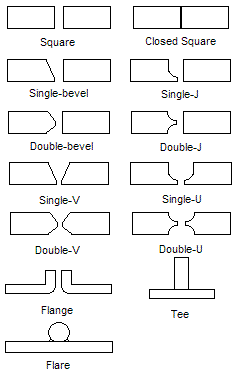
هندسه‌های مفصل لب به لب

انواع مختلفی از جوش لب به لب وجود دارد، اما همه آن‌ها در یکی از این دسته‌ها قرار می‌گیرند: اتصالات تک جوش لب به لب، مفصل لب به لب جوش داده شده دوتایی و اتصالات لب باز یا بسته. اتصال مفصلی تک جوش داده شده نام مفصلی است که فقط از یک طرف جوش داده شده‌است. زمانی که از هر دو طرف جوش خورده باشد، اتصال لب به لب دو جوش ایجاد می‌شود. با جوشکاری دوتایی، عمق هر جوش می‌تواند کمی متفاوت باشد. جوش بسته نوعی اتصال است که در آن دو قطعه ای که به هم متصل می‌شوند در طول فرایند جوشکاری لمس می‌شوند. جوش باز، اتصالی است که در طی فرایند جوشکاری دو قطعه فاصله کمی بین خود دارند.

#### اتصال مربعی
شیار مربعی یک اتصال جوش لب به لب است که دو قطعه آن صاف و موازی با یکدیگر هستند. تهیه این اتصال، ساده است؛ استفاده از آن مقرون به صرفه بوده و مقاومت مطلوبی را ایجاد می‌کند، اما ضخامت اتصال محدود می‌شود. جوش لب به لب مربعی بسته نوعی شیار مربعی شکل است و هیچ فاصله ای بین قطعات وجود ندارد. این نوع اتصال با جوشکاری توسط گاز و قوس انجام می‌شود. برای اتصالات ضخیم‌تر، لبه هر یک از اعضای اتصال باید با هندسه خاصی آماده شود تا قابلیت دسترسی برای جوشکاری و اطمینان از مقاومت و استحکام مطلوب جوش را فراهم کند. دهانه یا شکاف در ریشه اتصال و زاویه شیار باید به گونه ای انتخاب شود که حداقل نیاز به جوشکاری فلز باشد تا دسترسی لازم را داشته و نیازهای مقاومتی را برآورده کند. معمولاً برای اتصال مفصل مربعی لب به لب فقط از فلز با ضخامت حداکثر ۴٫۵ میلی‌متر استفاده می‌شود.

#### اتصال V شکل
جوش لب به لب تکی مانند یک مفصل مورب است، اما به جای اینکه فقط یک طرف آن لبه مورب داشته باشد، هر دو طرف اتصال جوش برش خورده‌است. در فلزات ضخیم، و هنگامی که می‌توان از هر دو طرف قطعه کار جوشکاری کرد، از اتصال دوتایی V شکل استفاده می‌شود. هنگام جوشکاری فلزات ضخیم‌تر، یک اتصال دوتایی V شکل به مواد پرکننده کمتری احتیاج دارد زیرا دو اتصال V باریک‌تر در مقایسه با یک اتصال تک V گسترده‌تر است همچنین مفصل دوتایی V شکل به جبران نیروهای تاب دهنده کمک می‌کند. با اتصال مفصل تک V، هنگام پر شدن اتصال V، فشار در یک جهت تاب می‌یابد، اما با اتصال دو V، در هر دو طرف ماده جوش وجود دارد و تنش‌های مخالف، مواد را صاف می‌کند.

#### اتصال J
جوشهای لب به لب تک J زمانی هستند که یک قطعه از جوش به شکل J باشد، مواد پرکننده را به راحتی بپذیرد و قطعه دیگر مربع باشد. یک شیار J یا با ماشین آلات مخصوص برش یا با آسیاب کردن لبه اتصال به شکل J تشکیل می‌شود. تهیه شیار J از شیار V دشوارتر و هزینه برتر است. یک شیار J بر روی فلز بین ضخامت نیم اینچ و سه چهارم اینچ جوش محکم تری را ایجاد می‌کند که به مواد پرکننده کمتری نیاز دارد. جوش‌های لب به لب دوتایی J یک قطعه دارند که از هر دو جهت شکل J دارد و قطعه دیگر مربع است.

#### اتصال U
جوشهای لب به لب تک U، جوش‌هایی هستند که هر دو لبه جوش آنها به شکل J است، اما هنگامی که بهم می‌پیوندند، یک U را تشکیل می‌دهند. اتصالات دو U دارای شکل U در بالا و پایین اتصال است. اتصالات U گرانترین لبه برای تهیه و جوشکاری هستند. آنها معمولاً در فلزات پایه ضخیم که یک شیار V در زاویه شدید قرار دارد استفاده می‌شوند که هزینه پر شدن آن بسیار زیاد است.

#### اتصال سه راهی
اتصالات جوش سه راهی هنگامی تشکیل می‌شود که دو میله یا ورق عمود بر یکدیگر به شکل T به هم متصل شوند. این جوش از فرایند جوشکاری لب به لب مقاوم ساخته شده‌است. همچنین می‌تواند توسط جوش اکستروژن انجام شود. معمولاً دو قطعه تخت در زاویه ۹۰ درجه به یکدیگر جوش داده می‌شوند و در هر دو طرف جوش اکستروژن انجام می‌شود.

#### سایر
فلزهای ورق نازک اغلب برای ایجاد جوش فلنج لبه ای یا فلنج گوشه ای، فلنج می‌شوند. این جوش‌ها معمولاً بدون افزودن فلز پرکننده ساخته می‌شوند زیرا فلنج ذوب شده و تمام مواد پرکننده مورد نیاز را تأمین می‌کند. لوله‌ها می‌توانند از طریق نورد و جوشکاری نوارها، ورق‌ها یا صفحات مواد، به هم متصل شوند.
اتصالات شیار برای جوشکاری فلزات استفاده می‌شود که به دلیل شکل آنها، یک شیار مناسب مانند لوله برای جوشکاری در سطح صاف ایجاد می‌شود.
انتخاب اتصال جوش مناسب به ضخامت و روند جوشکاری بستگی دارد. جوش‌های مربعی برای قطعات نازک‌تر از ۳/۸ "مقرون به صرفه است، زیرا آماده‌سازی لبه آنها لازم نیست. جوش‌های دو شیار از نظر اقتصادی برای قطعات ضخیم‌تر مقرون به صرفه هستند زیرا به مواد و زمان جوش کمتری نیاز دارند. استفاده از جوشکاری ذوبی برای اتصالات بسته تک مورب، تک J بسته، تک J باز و دوتایی J بسته مشترک است. استفاده از جوشکاری با گاز و قوس برای جوشهای لب به لب دو مورب، بسته دو مورب، باز دو مورب، تک مورب و باز تک مورب کاملاً ایدئال است.
در زیر ضخامت مفصلی ایدئال برای انواع مختلف اتصال ذکر شده‌است. هنگامی که ضخامت جوش لب به لب مشخص می‌شود، در قسمت نازک‌تر اندازه‌گیری شده و قوت جوش را جبران نمی‌کند.
| نوع مشترک               | ضخامت                                                    |
| ----------------------- | -------------------------------------------------------- |
| مفصل لب به لب مربعی شکل | حداکثر ۱⁄۴ اینچ (۶٫۳۵ میلیمتر)                           |
| مفصل تک اریب            | ۳⁄۱۶–۳⁄۸ اینچ (۴٫۷۶–۹٫۵۳ میلیمتر)                        |
| اتصال دو اریب           | بیش از ۳⁄۸ اینچ (۹٫۵۳ میلیمتر)                           |
| مفصل لب به لب Single-V  | حداکثر ۳⁄۸ اینچ (۹٫۵۳ میلیمتر)                           |
| مفصل لب به لب Double-V  | بیش از ۳⁄۸ اینچ (۹٫۵۳ میلیمتر)                           |
| مفصل Single-J           | ۱⁄۲–۳⁄۴ اینچ (۱۲٫۷۰–۱۹٫۰۵ میلیمتر)                       |
| مفصل Double-J           | بیش از ۳⁄۴ اینچ (۱۹٫۰۵ میلیمتر)                          |
| مفصل Single-U           | حداکثر ۳⁄۴ اینچ (۱۹٫۰۵ میلیمتر)                          |
| مفصل دوتایی U           | بیش از ۳⁄۴ اینچ (۱۹٫۰۵ میلیمتر)                          |
| فلنج (لبه گوشه)         | ورق‌های فلزی کمتر از ۱۲ گیج (۰٫۱۰۴۶ اینچ (۲٫۶۵۷ میلیمتر)) |
| شیار شعله‌ور شدن         | تمام ضخامت                                               |

## صلیبی
اتصال صلیبی یک اتصال خاص است که چهار فاصله در آن با جوشکاری سه صفحه فلز در زاویه قائم ایجاد می‌شود. مفاصل صلیبی هنگام تحمل بارهای پیوسته و متغیر، دچار خستگی می‌شوند.

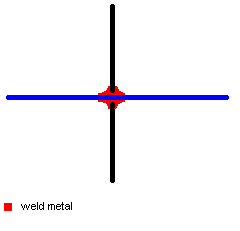
نمودار اتصال صلیبی شکل بین ۳ صفحه فلز

در قوانین اداره حمل و نقل آمریکا برای شناورهای فلزی، اگر دو ماده ای که به یک مانع مضاعف احتیاج دارند در گوشه‌های مخالف به‌طور مورب قرار بگیرند، اتصالات صلیبی شکل ممکن است یک مانع دوتایی باشد. برای جداسازی روغن و آب دریا، مواد شیمیایی و آب آشامیدنی و غیره اغلب به موانع مضاعف نیاز است.

## آماده‌سازی لبه صفحه
در روشهای معمول جوشکاری، برای اطمینان از استحکام جوشکاری، ممکن است سطح جوشکاری اندکی آماده شود. آماده‌سازی برای همه انواع جوشکاری و انواع اتصالات مورد نیاز است. به‌طور کلی، جوشکاری‌های لب به لب آماده‌سازی بسیار کمی نیاز دارند، اما برای دستیابی به بهترین نتیجه هنوز به برخی از آنها نیاز است. لبه‌های صفحه را می‌توان به روش‌های مختلفی برای اتصالات لب به لب آماده کرد، اما پنج روش رایج عبارتند از: برش اکسی استیلن(برش اکسیژنی)، ماشین‌کاری، تراش، سنگ زنی و برش قوس کربن هوا. هر تکنیک مزایای منحصر به فردی دارد.
برای مواد فولادی، برش اکسی استیلن رایج‌ترین شکل آماده‌سازی است. این تکنیک به دلیل سرعت، هزینه کم و سازگاری سودمند است. ماشین کاری برای تولید مجدد و تولید انبوه قطعات موثرترین است. آماده‌سازی اتصالات J یا U معمولاً به دلیل نیاز به دقت بالا با ماشین‌کاری تهیه می‌شود. از روش تراشکاری برای تهیه قطعاتی که با ریخته‌گری تولید شده‌اند استفاده می‌شود. استفاده از سنگ زنی برای تهیه قطعات با مقاطع کوچکی است که با روش‌های دیگر قابل تهیه نیستند. برش قوس کربن هوا در صنایعی که با فولادهای ضدزنگ، چدن یا فولاد کربن معمولی کار می‌کنند معمول است.
قبل از جوشکاری مواد غیر مشابه، یک یا هر دو سمت شیار را می‌توان کره زد. لایه کره می‌تواند همان آلیاژ فلز پرکننده یا فلز پرکننده متفاوتی باشد که به عنوان یک بافر بین دو فلز متصل شده عمل خواهد کرد.

## استانداردها
- AWS A03.0: "اصطلاحات و تعاریف استاندارد جوشکاری"
- ISO 9692: "جوشکاری و فرآیندهای متحد. توصیه‌هایی برای آماده سازی مشترک. "
- BS 499-2C: "اصطلاحات و علائم جوشکاری. نمادهای جوشکاری قوس اروپا به شکل نمودار "